# Synagoga w Bełchatowie

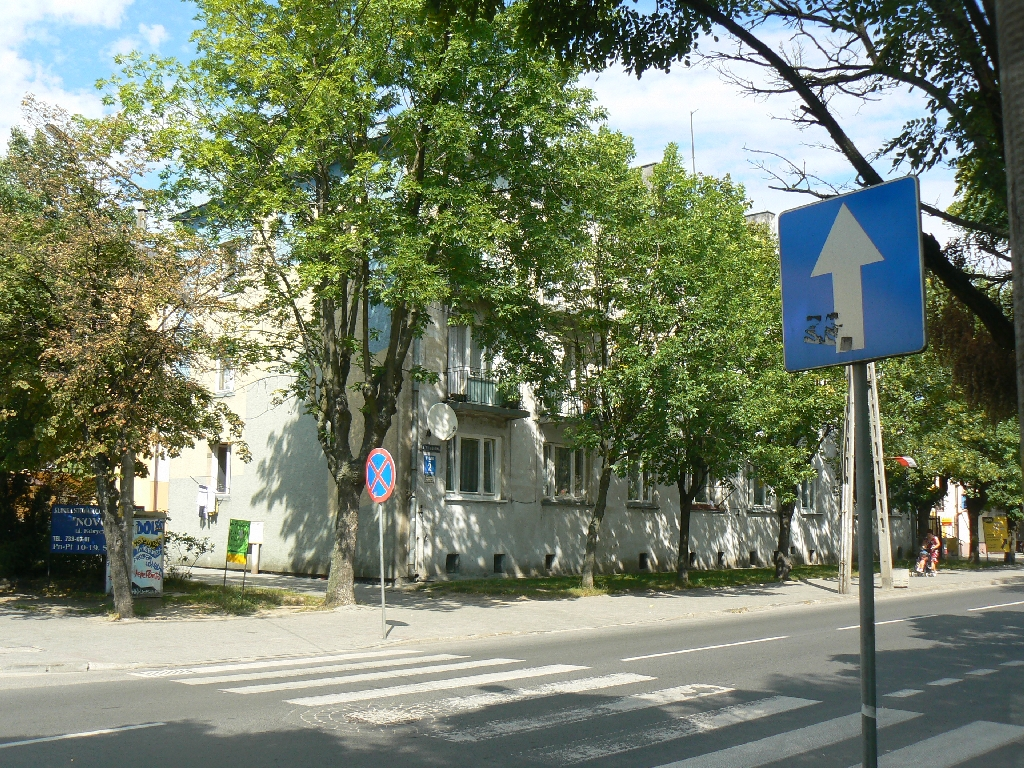
Blok mieszkalny stojący na miejscu synagogi

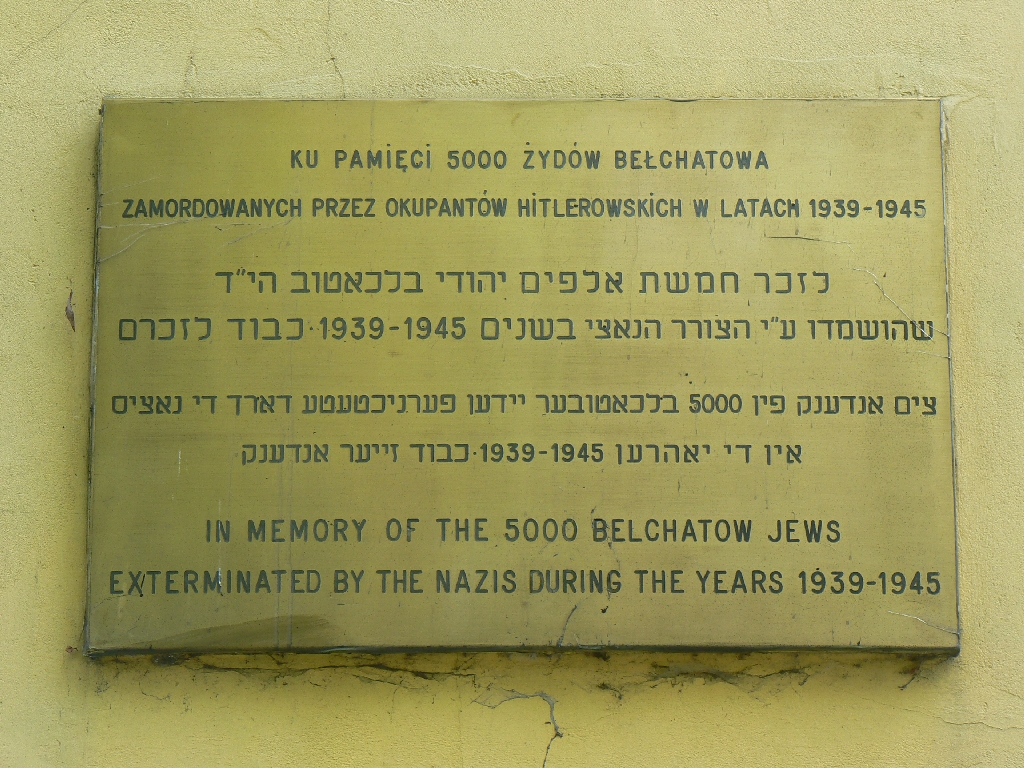
Tablica pamiątkowa

Synagoga w Bełchatowie – nieistniejąca już synagoga, która znajdowała się w Bełchatowie na skrzyżowaniu ulic Fabrycznej oraz Lecha i Marii Kaczyńskich 2 (przed II wojną – ulica Ewangelicka, po II wojnie – 19 Stycznia).

## Historia
Synagoga została zbudowana w 1893 roku, zastępując starą, zrujnowaną, drewnianą synagogę. Fundusze na budowę synagogi wyłożyli żydowscy właściciele bełchatowskich fabryk. Podczas II wojny światowej hitlerowcy doszczętnie zdewastowali synagogę.
Po zakończeniu wojny stan synagogi był bardzo zły, stały jedynie mury, dach był bardzo zniszczony, wewnątrz nie było podłogi. W 1956 roku na polecenie ówczesnych władz miasta synagoga została wyburzona. Na jej miejscu wkrótce wybudowano blok mieszkalny.
Naprzeciwko na budynku domu kultury przy ulicy Narutowicza znajduje się odsłonięta w 1989 roku tablica pamiątkowa o treści: „Dla uczczenia pamięci 5.000 Bełchatowskich Żydów zamordowanych przez nazistów w latach 1939-1945”.

## Architektura
Murowany budynek synagogi wzniesiono na planie prostokąta. W zachodniej części znajdował się obszerny przedsionek, z którego wchodziło się do równie dużej głównej sali modlitewnej. Nad przedsionkiem, na piętrze znajdował się babiniec. Całość była przykryta dwuspadowym dachem, na rogach którego znajdowały się sterczyny.
Wnętrze sali głównej było bardzo bogato zdobione. Na środku znajdowała się bima, a na wschodniej ścianie bogato zdobiony Aron ha-kodesz. Całą salę oświetlały wysokie, półokrągło zakończone okna.